# 양운고등학교
양운고등학교(養雲高等學校)는 대한민국 부산광역시 해운대구 좌동에 있는 공립 고등학교이다.

## 학교 연혁
- 1997년 1월 17일 : 학교 설립인가(부산광역시교육청 24학급)
- 1997년 3월 1일 : 초대 조영태 교장 취임
- 1997년 3월 5일 : 개교 및 제1회 입학식(신입생 10학급 491명, 2학년 2학급 50명)
- 1997년 6월 10일 : 건물 준공(교사대지 9,904m2, 체육장 5,070m2)
- 1998년 2월 20일 : 펜싱부 창단(선수 5명)
- 1999년 2월 11일 : 제1회 졸업식(졸업식 2학급 51명)
- 2002년 9월 26일 : 교육부지정 교육과정 연구학교 운영보고
- 2005년 3월 22일 : 요트부 창단(선수 5명)
- 2009년 3월 1일 : 특수학급 설치
- 2011년 12월 2일 : 부산광역시교육청 지정 경제교육 연구학교 운영 보고
- 2019년 12월 20일 : 인공지능(AI) 기반교육 선도학교 운영, 인공지능(AI) 기반교육 연구학교 지정
- 2023년 12월 28일 : 제26회 졸업식(졸업생 10학급 261명, 총 누계 8,970명)
- 2024년 3월 4일 : 제28회 입학식(10학급 281명)
- 2024년 9월 1일 : 제12대 김진태 교장 취임

## 참고 자료
- 양운고등학교 - 한국교육학술정보원 학교알리미